# Sarriac-Bigorre
Sarriac-Bigorre è un comune francese di 293 abitanti situato nel dipartimento degli Alti Pirenei nella regione dell'Occitania.

## Società

### Evoluzione demografica
Abitanti censiti